# Apiterapia
Apiterapia é um tipo de medicina alternativa que utiliza produtos das abelhas, como o mel, o pólen, o própolis, a geleia real e as apitoxinas. Proponentes da apiterapia fazem afirmações a respeito dos benefícios deste tipo de tratamento para os quais não há evidências científicas.

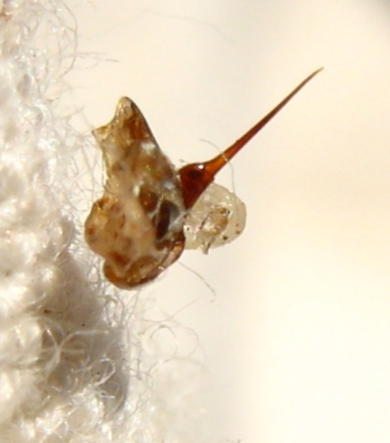
Ferrão de abelha da espécie Apis melifera

## História
Referências a propriedades medicinais de produtos da apicultura podem ser encontrados nas práticas tradicionais de diversos povos, com registros desta prática desde os tempos de Hipócrates e Galeno. A origem da apiterapia moderna remonta ao século XIX, com o médico austríaco Philip Terc, que em 1888 publicou seu artigo intitulado "Sobre uma conexão peculiar entre picadas de abelha e reumatismo.

## Usos
A Apiterapia é utilizada como uma forma de tratamento alternativo para diversas doenças, e seus adeptos fazem muitas afirmações a respeito de suas propriedades,. Substancias extraídas da Apis melifera são também utilizadas em preparados da homeopatia inclusive com o próprio corpo da abelha. 
Denomina-se toxinologia o ramo da toxicologia que estuda as propriedades dos venenos animais tanto para o tratamento de envenenamentos como para aplicação terapêutica de seus componentes moleculares. Exemplos podem ser encontrados no estudo dos anuros (ver: Vacina do sapo; das serpentes a exemplo da jararaca (Bothrops) se derivou o medicamento Captopril (Capoten) produzido pela Bristol Meyrs) e mais recentemente do monstro de gila (Heloderma) de cuja saliva desenvolveu-se um remédio para diabetes.
Em 2018, no Brasil, o Ministério da Saúde, incluiu a sua prática no Sistema Único de Saúde (SUS), como parte da Política Nacional de Práticas Integrativas e Complementares (PNPIC).

## Controvérsias
Em 2018, uma mulher morreu na Espanha após um tratamento contínuo de apiterapia. A mulher teve uma reação alérgica após ter sido picada por uma abelha viva. Este é o primeiro caso de morte em decorrência deste tipo de tratamento registrado na história.